# Max Fleischmann
Pour les articles homonymes, voir Fleischmann (homonymie).
Max Fleischmann (né le 5 octobre 1872 à Breslau, mort le 14 janvier 1943 à Berlin) est un juriste allemand.

## Biographie
Max Fleischmann vient d'une famille de commerçants juifs et est de confession évangélique. Après son abitur en 1891 à Krotoszyn, il entame des études de droit à l'université de Breslau et suit des cours de sciences politiques, d'histoire et de philosophie. En 1892 et 1893, il fait une année de volontariat à Breslau.
Sa thèse de doctorat dirigée par Moriz Wlassak établit la différence entre la romanistique et le droit. Le 17 décembre 1894, il est fonctionnaire à la cour du district de Carlsruhe, puis référendaire ici et à Breslau. En mai 1902, il devient privat-docent en jurisprudence, en droit administratif et en convention internationale. En avril 1905, il est magistrat à Halle puis en 1908 professeur titulaire. En 1910, il reçoit ici un poste d'assistant en droit colonial. Par la suite, il se concentre sur le droit international.
De 1911 à 1921, Fleischmann est professeur à l'université de Königsberg. Après la Première Guerre mondiale, il fait partie d'une commission ministérielle établissant les différends après la chute des Hohenzollern. À Königsberg, il est président de la société coloniale.
En 1921, il est nommé professeur de droit constitutionnel et colonial avec une assistance en droit agricole à l'université Martin-Luther de Halle-Wittenberg. Fleischmann est estimé en tant qu'expert pour les litiges internationaux. Il est nommé président du Sénat du Tribunal économique du Reich (de).
De 1922 à 1937 et de 1931 à 1932, il est le doyen de la faculté de droit. De 1925 à 1926, il est le recteur de l'université de Halle. En 1930, il signe en tant que représentant de la République de Weimar, l'acte final de la conférence de La Haye sur la codification du droit international.
Après l'arrivée des nazis au pouvoir, il est contraint à la retraite en 1935 en raison de son origine juive. L'année suivante, on lui retire le droit d'enseigner. Il déménage à Berlin en 1941 et a des contacts avec des membres de la résistance militaire (qui montera le complot du 20 juillet 1944). Comme il refuse de porter l'étoile jaune, la Gestapo veut l'arrêter le 14 janvier 1943 dans la maison de l'ancien ministre de la Justice Eugen Schiffer. Il échappe à l'arrestation en se suicidant.